# NGC 5964
NGC 5964 је спирална галаксија у сазвежђу Змија која се налази на NGC листи објеката дубоког неба.
Деклинација објекта је + 5° 58' 25" а ректасцензија 15h 37m 36,2s. Привидна величина (магнитуда) објекта NGC 5964 износи 12,2 а фотографска магнитуда 12,9. Налази се на удаљености од 24,7000 милиона парсека од Сунца. NGC 5964 је још познат и под ознакама IC 4551, UGC 9935, MCG 1-40-8, IRAS 15351+0608, CGCG 50-47, KARA 691, PGC 55637.